# Minskaftalerne
|  | For aftalen om Sovjetunionens opløsning, se Minsk-aftalen |
Minskaftalerne var en række internationale aftaler, som forsøgte at afslutte krigen i Donbass-regionen i Ukraines østlige regioner, kendt som hhv. Minskprotokollen og Minsk II. 
Minskprotokollen, som var den første aftale, blev udarbejdet i 2014 af kontaktgruppen om Ukraine, bestående af Ukraine, Rusland og Organisationen for Sikkerhed og Samarbejde i Europa (OSCE), med mægling fra Frankrig og Tyskland i det såkaldte Normandiet-format. Efter omfattende samtaler i Minsk i Hviderusland blev aftalen underskrevet den 5. september 2014 af repræsentanter for kontaktgruppen og - uden anerkendelse af deres status - af de daværende ledere af den selvudråbte Folkerepublikken Donetsk (DPR) og Folkerepublikken Luhansk (LPR). Denne aftale efterfulgte flere tidligere forsøg på at stoppe kampene i regionen og havde til formål at implementere en øjeblikkelig våbenhvile .
Minsk II var nødvendig, da den første aftale ikke formåede at stoppe kampene, og den første aftale blev fulgt op af en revideret og opdateret aftale, som blev underskrevet den 12. februar 2015. Denne aftale bestod af en række foranstaltninger, herunder en våbenhvile, tilbagetrækning af tunge våben fra frontlinjen, løsladelse af krigsfanger, forfatningsreform i Ukraine, der giver selvstyre til visse områder af Donbas og genoprettelse af kontrollen med statsgrænsen til ukrainske regering. Mens kampene aftog efter aftalens underskrivelse, ophørte de dog aldrig helt, og aftalens bestemmelser blev aldrig fuldt ud implementeret. Parterne i Normandiet-formatet var enige om, at Minsk II skulle være grundlaget for enhver fremtidig løsning på konflikten.
Under de stigende spændinger mellem Rusland og Ukraine i begyndelsen af 2022, anerkendte Rusland officielt Luhansk- og Donetsk-folkerepublikkerne den 21. februar 2022. Efter denne beslutning, den 22. februar 2022, erklærede den russiske præsident Vladimir Putin, at Minskaftalerne "ikke længere eksisterede", og at Ukraine, ikke Rusland, var skyld i deres sammenbrud. Rusland invaderede derefter Ukraine den 24. februar 2022.